# Tate's Cairn
Tate's Cairn (chinois : 大老山, lit. « Vieille Grande Montagne ») est un sommet de Hong Kong culminant à 583 mètres d'altitude. Faisant partie de la chaîne de collines du pic Kowloon, il est situé au sein du parc rural de Ma On Shan.
Le double tunnel routier de Tate's Cairn, d'une longueur de 3,9 kilomètres, passe en dessous de la montagne. Il a été construit en 1991 et a coûté 2 milliards de dollars de Hong Kong.
La section no 4 du sentier MacLehose passe sous le sommet de Tate's Cairn.